# Trackman
Pour plus de détails, voir Fiche technique et Distribution.
Trackman (titre original : Путевой обходчик, Putevoy obkhodtchik) est un film d'horreur russe, réalisé par Igor Shavlak et sorti en 2007.

## Synopsis
À la suite d'un braquage de banque, des malfrats accompagnés de leurs otages se retrouvent dans des tunnels abandonnés du métro moscovite, où réside un dangereux psychopathe appelé le Trackman…

## Fiche technique
- Titre : Trackman
- Titre original : Путевой обходчик (Putevoy obkhodchik)
- Réalisation : Igor Chavlak
- Scénario : Valery Kretchetov, Viktor Sorokine
- Musique : Lev Zemlinski
- Directeur de la photographie : Ilia Boyko, Fedor Lyass
- Effets spéciaux : Ilya Tchurinov
- Effets visuels : Vladimir Leschinski, Elena Lotanova
- Production : Michael Schlicht, Paul Heth, Valery Krechetov, Importfilm, Ghost House Pictures
- Pays de production :  Russie
- Genre : Film d'horreur
- Durée : 95 minutes
- Dates de sortie :
  - Russie : 13 septembre 2007
  - Estonie : 28 septembre 2007
  - Lituanie : 28 septembre 2007
  - Lettonie : 28 septembre 2007
  - États-Unis : 14 octobre 2008
  - Royaume-Uni : 16 mai 2011
- Interdit aux moins de 12 ans

## Distribution
- Dmitriy Orlov : Grom
- Svetlana Metkina : Katya
- Aleksandr Vysokovskiy : Pakhomov
- Iouliya Mikhaïlova : Olga
- Aleksei Dmitriyev : Trackman
- Oleg Kamenshchikov : Irkut
- Tomas Motskus : Kostya

## Récompenses et distinctions

### Nominations
- Saturn Award 2009 :
  - Saturn Award de la meilleure collection DVD (au sein du coffret Ghost House Underground Eight Film Collection)